# Gương vô cực

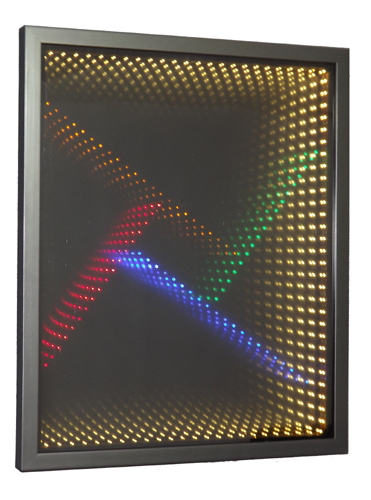
Một chiếc gương vô cực cổ điển dùng làm trang trí tường

Gương vô cực là một cặp gương song song, tạo ra một loạt các phản xạ nhỏ hơn lùi dần về vô cực. Chúng được sử dụng làm điểm nhấn cho phòng và trong tác phẩm nghệ thuật.
Thông thường gương trước của gương vô cực bị bạc một nửa (vì thế được gọi là gương một chiều).

## Miêu tả

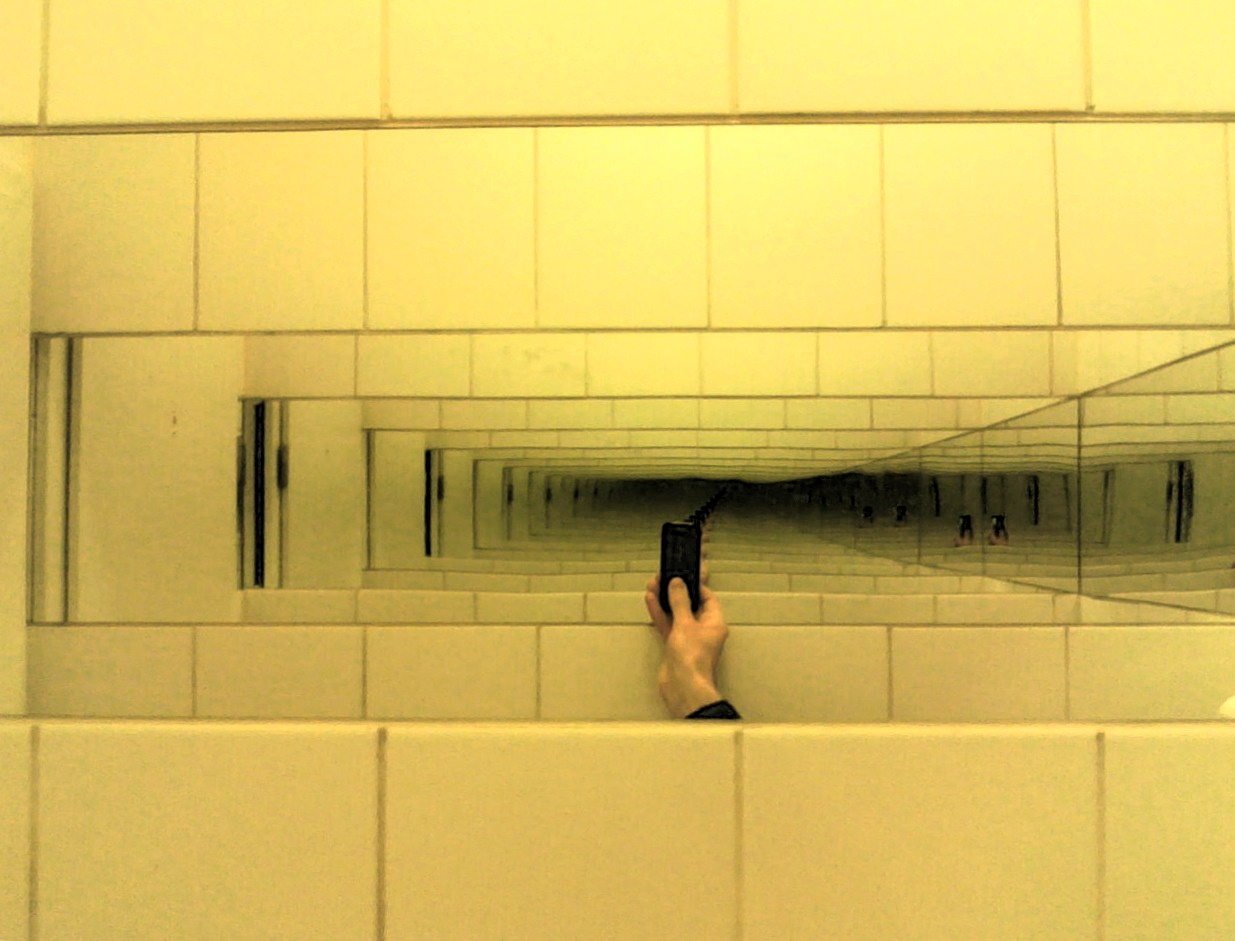
Một hiệu ứng gương vô cực nhìn giữa các gương

Trong một chiếc gương vô cực khép kín cổ điển, một bộ bóng đèn, đèn LED hoặc điểm sáng đèn nguồn khác được đặt xung quanh ngoại vi của gương phản chiếu hoàn toàn và một "gương một chiều" phản chiếu một phần được đặt một đoạn ngắn khoảng cách trước nó, trong một liên kết song song. Khi một người quan sát bên ngoài nhìn vào bề mặt của gương phản chiếu một phần, ánh sáng dường như lùi dần vào vô tận, tạo ra sự xuất hiện của một đường ánh sáng có độ sâu lớn.
Nếu các gương không hoàn toàn song song mà thay vào đó được đặt ở một góc nhỏ, "thị trường hình ống" sẽ được coi là cong (lệch về một phía) khi nó lùi vào vô cực.
Ngoài ra, hiệu ứng này cũng có thể được nhìn thấy khi một người quan sát đứng giữa hai gương phản chiếu hoàn toàn song song, như trong một số phòng thay đồ, một số thang máy hoặc một nhà gương. Một phiên bản yếu hơn của hiệu ứng này có thể được nhìn thấy bằng cách đứng giữa bất kỳ hai bề mặt phản chiếu song song nào, chẳng hạn như các bức tường kính của một sảnh nhỏ vào một số tòa nhà. Kính phản chiếu một phần tạo ra cảm giác này, bị pha loãng bởi sự nhiễu ảnh thị giác của các khung nhìn qua kính vào môi trường xung quanh.